# A hét alvó legendája
A hét alvó legendája a középkor egyik kedvelt története, melynek főbb elemei megtermékenyítően hatottak mind a nyugati, mind az iszlám írókra. Mint számos középkori történetnek, úgy ennek is megvannak az ókori előzményei: az ókori hét bölcs egyikéről, a thébai Epimenidészről jegyezték föl, hogy egyszer egy barlangban évtizedekig tartó álomba merült. A történet toposszá vált, és egyes változatai ma is részét képezik a populáris kultúrának. A legenda fő motívuma, hogy a főszereplő(k) kikerül(nek) saját korukból, és egy másik századba tér(nek) vissza - ez tulajdonképpen az időutazásnak a technikai forradalom előtti változata.

## Tours-i Gergely

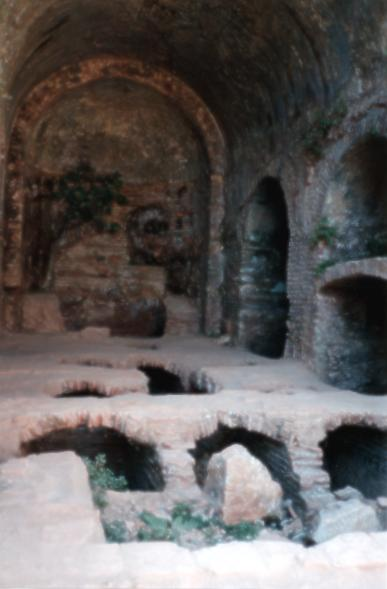
A hét alvó barlangja Epheszoszban

A hét alvó legendája eredetileg hét keresztény hitvallóról szól. A legenda több középkori változatban maradt fönn. A legelső verziók egyike Simeon Metaphrastes konstantinápolyi pátriárka tízkötetes szentéletrajzában szerepel. Nyugaton először Tours-i Szent Gergely, majd az ő verzióját Jacobus de Voragine dolgozta föl.
A Tours-i Gergely-féle változat szerint hét germán ifjú élt (Maximianus, Malchus, Martinianus, Constantinus, Dionisius, Iohannes, Serapion) Epheszoszban, akiket Decius császár keresztényüldözése során arra akartak kényszeríteni, hogy tagadják meg Istent. Az éppen a városban tartózkodó császár elé hurcolták hát őket, de  mivel nagyon szép ifjak voltak, ezért a császár gondolkodási időt adott nekik, és elvonult Epheszoszból. Mikor visszatért, az ifjak inkább Istent imádták, mint, hogy megfeleljenek a császárnak. Mikor a császár színe elé kerültek, az ifjak hirtelen a földre rogytak és mély álomba merültek. A császár parancsára bezárták őket a Celeus hegy egyik barlangjába, magát a barlangot kövekkel zárták el, és lepecsételték.
A külső világban ezután győzedelmeskedett a kereszténység, azonban fokozódtak a kereszténységen belüli frakcióharcok. A Gergely által átörökített változat szerint II. Theodosius császár alatt a lélek halhatatlanságát tagadó szadduceusok szektája újra életre kelt, a császár pedig bizonytalanságában és szorongásában jelet kért Istentől. (A szadduceusok szerepeltetése természetesen maga is anakronizmus.) Ekkor egy Dalius nevű gazdag ember, hogy juhainak jobb legelőt találjon, széthányatta a köveket, de magát a barlangbejáratot érintetlenül hagyta. Ekkor az Úr parancsára visszatértek a lelkek a hét testbe. Az ily módon feltámadottak kiválasztották maguk közül Malchust, hogy hozzon számukra élelmet. A városba érve Malachus nagyon meglepődött a városkapu felé kihelyezett kereszt láttán, és azt hitte, hogy Decius tért jobb útra. Kérdezősködésére, ti. hogy mi történt a családjával, és mi lett a keresztényüldözésekkel, senki nem tudott válaszolni, olyan régen történt minden. Malchus furcsa öltözéke, illetve Decius képmásával ellátott pénze azonban feltűnést keltett, ezért Marinus püspök elé hurcolták, aki miután kiszabadította a többi testvért, és megtalálta a velük bezárt ólomtáblákat, melyeken fel volt tüntetve az ifjak története, térdre hullott és magasztalta istent. A császár pedig bizonyosságot szerzett a lelkek halhatatlanságáról, és a 
feltámadásról, és ennek megfelelően alakította politikáját.

## Paulus diakónus
A legendát hamarosan átvették más középkori szerzők is. Paulus diakónus (Paulus Diaconus) – eltérően Tours-i Gergelytől és a későbbi Jacobus de Voraginétől – a germán őshazába helyezi a történetet, mikor az alábbi leírást adja:
Nem tartom felesleges dolognak egy kissé félbeszakítani elbeszélésem menetét, de - mivel éppen a tollam is Germániával foglalkozik még különben sem tehetném, hogy annak egyik csudás dolgáról, a mely ott közbeszéd tárgya, a többek között röviden meg ne emlékezzem. Germánia legtávolabbi szélén, északnyugat felé épen az óceán partján, magas szikla tövében egy barlang látható, a melyben két férfi - senki sem tudja mióta - mély álomba merülve fekszik: nemcsak a testük sértetlen, hanem a ruhájuk is ép emiatt, hogy annyi év után változatlanul fennmaradtak az enyészet legkisebb jele nélkül, ezen tanulatlan és barbár népeknél tiszteletben részesülnek. Ezeket, amennyiben ruházatuk után megítélhetni rómaiaknak tartják. Történt, hogy valaki ezek egyikét kíváncsiságból le akarja vetkőztetni s íme- a mint mondják - karjai elszáradtak mire oly rettegés fogott el mindenkit bűnhődése láttára, hogy senki sem merte merte többet érinteni őket. Ti még megláthatjátok, hogy az isteni gondviselés mi czélból tartja fenn őket olyan hosszú időn keresztül. Mivel pedig ezeket határozottan keresztényeknek tartják: meglehet, hogy valamikor még beszédeik alapján azoknak a népeknek az üdvére válhatnak
A legenda nem marad meg a hagiográfia területén, hanem már a középkorban laicizálódik: I. 
(Barbarossa) Frigyes legendájában az eredeti főbb elemeit találjuk meg. A középkorban népszerű elbeszélés szerint I. Frigyes nem fulladt egy 
folyóba Kis-Ázsiában a keresztes háborúk során 1190-ben, hanem az Untersberg óriási hegytömege alatt alszik vitézeivel, és akkor fog 
felébredni, mikor Németországnak szüksége lesz rá. Ezt a laikussá lett történetet viszi tovább Don Quijote története, aki alvás nélkül is
anakronisztikus a saját korában.

## Muzulmán párhuzamok
A Korán újabb változatát adja a legendának. Nem pusztán földrajzilag beazonosíthatatlan a hely és a szereplők, hanem muzulmán hitvallókról van szó: 
10. Emlékezz arra, amikor az ifjak menedéket kerestek a barlangban és azt mondták: "Urunk! Tanúsíts irántunk irgalmat tenmagadtól és igazítsd el a mi dolgunkat helyes irányba!

11. És a barlangban lepecsételtük a fülüket számos évre.
16. Keressetek hát menedéket a barlangban, miután elkülönültök tőlük és attól, amit Allahon kívül szolgálnak! A ti Uratok irgalmában fog részesíteni benneteket és eligazítja a dolgotokat a ti könnyebbségetekre.
17. És látod a Napot, amikor fölkél, hogy a barlanguktól jobbra hajlik el, és amikor lenyugszik, akkor balra halad el mellettük, ők pedig a barlang öblös belsejében vannak. Ez jel Allah csodás jelei között. Akit Allah vezet, az az igaz úton vezettetik. Akit pedig tévútra vezet, annak nem találsz gyámolítót, aki az igaz útra vezetné.

25. És a barlangban háromszáz esztendeig időztek és még kilencet hozzá.
Lényegileg a toposz köré épülnek a síita iszlám egyes irányzatai is. A síiták véleménye szerint az iszlám vezetése Mohammed próféta vérvonalán öröklődő tisztség. Egyes vallástudósok felfogása szerint a próféta különböző leszármazottjai nem haltak meg, csak elrejtőztek és majd vissza fognak térni az idők végeztével.  A téma modern feldolgozása Taufiqq Al Hakim Barlanglakók című, 1933-ban egyiptomi népnyelven írt műve.

## Rip Van Winkle
Az újkorban az eredeti motívum legismertebb feldolgozása Rip Van Winkle története. Rip Washington Irving egyik regényének holland származású 
főhőse, aki a New York állambeli Catskill Mountains területén lévő kis faluban élt az amerikai függetlenségi háború előtt. Egy kedves, de 
magának való ember volt, aki sokat szenvedett házsártos felesége miatt. Egy nap azonban, mikor Van Winkle a felesége elől az erdőbe menekült, 
találkozott egy emberrel, aki régi holland ruhába volt öltözve és egy söröshordót cipelt. Winkle segített neki cipekedni, és együtt hamarosan 
egy tisztásra értek, ahol több, hasonlóan holland ruhába öltözött szakállas emberrel találkozott, akik tekét játszottak. Rip ivott a férfiak 
italából, majd elaludt.
Mikor felébredt, a puskája ami mellette hevert, teljesen berozsdásodott, Wolfi nevű kutyája pedig eltűnt, neki magának pedig hosszú szakálla 
nőtt. Mikor visszatért a falujába, akkor már senkit sem ismert föl. A kocsmában III. György angol király portréja 
helyén George Washington képe függött. Kérdezősködésére megtudta, hogy felesége régen meghalt, illetve azt is, hogy van egy férfi a 
faluban, akit szintén Rip Van Winkle-nak hívnak – ő volt az erdőben elalvó Rip fia.
A történtek magyarázatát végül az egyik öreg helyi lakos adta meg: a térséget felfedező Hendrick Hudson tengerészkapitány, és hajójának, a 
Félholdnak a legénysége húsz évente visszatérnek a halálból, hogy lássák mi történt az általuk megalapított településsel. Valószínűleg velük 
találkozott Rip is. Rip tehát így megszabadulván felesége zsarnokságától, újra henye életet élt – a többi, feleségétől zaklatott férfi 
irigykedésétől kísérve.

## Magyar vonatkozások
Az eredeti Tours-i Gergely- és Jacobus de Voragine-féle hagiografikus változatot tartalmazza a Szelepchényi-kódex és számos pálos misekönyv is. Jezsuita diákok az újkor folyamán többször előadták a történetet Zágrában (1724) és Kassán (1748). Egyetlen hazai ábrázolása a székesfehérvári görögkeleti szerb templomban található XVIII. századi freskón látható.  Varga Lajos árokszállási népköltõ „Metafratesz Simon és Turoniai Gergely egykorú írók nyomán versekbe foglalta”. A magyar irodalomban is előfordul a történet laicizált változata Mikszáth Kálmán Új Zrínyiász című művében. A legendából került át a magyar nyelvbe a „hétalvó” kifejezés.
A hét alvónak régen egyházi ünnepük is volt: július 27.

## A toposz megjelenése az újkori populáris kultúrában
- Mark Twain: Egy jenki Arthur király udvarában.
- Arthur C. Clarke: 3001. Végső űrodisszeia (3001: The Final Odyssey)
- A pusztító (Demolition men)
- Halhatatlan szerelem
- Louis de Funès: Heves jeges
- Danilo Kiš: Az epheszoszi hétalvók legendája (Легенда о спавачима)
- Woody Allen: Hétalvó (Sleepers)
- Magyar vándor
- Timur Vermes: Nézd ki van itt (Er ist wieder da)
- Eva Baronsky: Mozart felébred (Herr Mozart wacht auf)
- Forever Young - 1992-es film, Mel Gibbson főszereplésével[1]
- Hülyék paradicsoma
- Utazók

## A hétalvók barlangja
- http://visit360.net/hu/afrika-es-a-kozel-kelet/jordania/amman/hetalvok-barlangja-360/97-cave-of-the-seven-sleepers-360%5B%5D

### A legenda szövege
- Tours-i Gergely-féle változat:
  - Latinul: Gregorius Turonensis: "Passio Sanctorum Martyrum Septem Dormientium apud Ephesum” Liber in Gloria Martyrum, ch. 94.
  - Magyarul: Világirodalmi antológia, II. kötet. Tankönyvkiadó, Budapest, 1952. 17-18. old.
  - Magyarul: Dr. Révay József (ford.): Szentek legendái. Helikon Kiadó, Budapest, 2007 (Az 1926-os kiadás reprintje).
- Paulus diakónus változata:
  - Magyarul: A longobárdok története (Historia Langobardorum, az MEK oldalán, ford. Gombos F. Albin.)
- Jacobus de Voragine-féle változat:
  - Latinul: Iacobus de Voragone

### Egyéb források
- Korán. Serdián Kft, 2010. ISBN 9789639431768 Online elérés: http://www.koranweb.net/index.php?surano=18&ayatno=0&aksi=hasil&pilih=quran&mod=yes%5B%5D
- Washington Irving: Vázlatkönyv. Fordította: Lutter Tibor. Magyar Helikon, 1959. Online elérhetőség: http://mek.oszk.hu/03900/03912/03912.htm#2

### Szakirodalom
- Bálint Sándor: Ünnepi kalendárium II., Budapest, Neumann Kht, 2004. Online elérhetőség: http://mek.niif.hu/04600/04657/html/index.htm
- Germanus Gyula: Allah Akbar! Révai Kiadó, 1936. 215-216. oldal
- Germanus Gyula: Az arab irodalom története, Gondolat Kiadó, 1962. 357. oldal
- Gwendolyn Collaço: With Sleep Comes a Fusion of Worlds: The Seven Sleepers of Ephesus Through Formation and Transformation. Vassar College, Poughkeepsie, New York, May 2011.